# Der Stern über dem Walde
Der Stern über dem Walde ist eine sehr kurze Erzählung des österreichischen Autors Stefan Zweig, erschienen 1904.

## Inhalt
Die Hauptperson der Erzählung ist der im Rivierahotel arbeitende Kellner François. Als er die Gräfin Ostrowska bedient, wird er innerlich verzaubert und spürt tiefe Verehrung für ihre Person. Mit einer treuen, begehrungslosen Liebe dient er ihr unbemerkt und saugt jeden ihrer Befehle auf, um in ihrer Nähe zu sein.
Als er jedoch vernehmen muss, dass die Gräfin mit dem Zug abreist, bricht das mit einem Mal an Farbe gewonnene Leben von François zusammen. Nach anfänglichen Gedanken, ihr nachzureisen, nimmt er sein weniges Geld, um damit einen ganz besonderen, letzten Blumenstrauß für seine Angebetete zu erstehen. Danach treiben ihn Todesgedanken umher, die ihn schließlich zum Gleis führen, auf dem der Zug der Gräfin Ostrowska entlangfahren wird.
Mit einem einsamen Stern im Blick legt sich François auf die Schienen und lässt sein Leben durch den Zug, in dem seine Angebetete sitzt, beenden. Diese spürt das Unglück kommen.